# Aéroport de Bouchehr
L'aéroport de Bouchehr, code IATA : BUZ • code OACI : OIBB, est un aéroport international civil et militaire à Bouchehr, en Iran. 

## Situation
| Sārī Dasht-é Naz Golfe · persique Téhéran-MehrabadTéh.-Mehrabad Mechhed Téhéran-KhomeiniTéh.-Khomeini Chiraz Kish Ahvaz Ispahan Tabriz Bandar · Abbas Kerman Yazid Abadan Kermanchah Zahedan Bouchehr Qechm Ourmieh Racht Birjand Chabahar Lamerd |

## Compagnies aériennes et destinations
| Compagnies           | Destinations                                                                                              |
| -------------------- | --- |
| Iran Air             | Ispahan-S. Beheshti, Téhéran-Mehrabad En saison : Djeddah - Roi-Abdelaziz, Médine-Prince M. Bin Abdulaziz |
| Iran Aseman Airlines | Dubaï, Mechhed-Shahid H. Nejad, Téhéran-Mehrabad                                                          |
| Mahan Air            | Kharg (en)                                                                                                |
| Qeshm Air            | Téhéran-Mehrabad                                                                                          |
| Zagros Airlines      | Mechhed-Shahid H. Nejad                                                                                   |

Édité le 01/09/2020

## Voir également
- Transport en Iran
- Liste des aéroports d'Iran
- Liste des aéroports les plus fréquentés d'Iran
- Liste des compagnies aériennes de l'Iran
- Bouchehr
- Iran